# Antonio Álvarez de Toledo y Guzmán
Antonio Martín Álvarez de Toledo y Guzmán (Madrid; 11 de noviembre de 1669 - París; 28 de mayo de 1711), IX  duque de Alba de Tormes, VI  duque de Huéscar, fue un noble español que sirvió como embajador y en la Real Casa y Patrimonio de la Corona de España. 

## Vida y familia
Antonio Martín Álvarez de Toledo y Guzmán fue hijo de Antonio Álvarez de Toledo y Fernández de Velasco, VIII  duque de Alba de Tormes y de Constanza de Guzmán Dávila, hija del marqués de Ayamonte.
Se casó en 1688 con Isabel Zacarías Ponce de León, hija del duque de Arcos quien le dio tres niños que murieron en la infancia.
Siendo embajador en París el nuevo rey Felipe V de España le nombró su Sumiller de Corps al morir el  conde-duque de Benavente. Retrasos en su vuelta a Madrid hicieron que no pudiera siquiera jurar el cargo, al fallecer poco después. Le sucedió en sus títulos su tío paterno Francisco Álvarez de Toledo y Silva.